# K-Meleon
K-Meleonとは、kmeleonbrowser.orgが開発している、オープンソースのウェブブラウザ。Goannaを使用するWindows API専用のソフトウェアである。
XULの代わりにWindowsで提供されているAPIを使用してインタフェースを構築しているため、同じGoannaを使用する､Basilisk (ウェブブラウザ)､Pale Moon等に比べ動作が軽快であり、またユーザインターフェースがWindows Explorerによく似た作りとなっている。macOSのCaminoやGNOMEのGaleonなどと同様に、対応環境を特化して軽量化するタイプのブラウザである。欧州向けに提供されるWindowsのブラウザ選択画面にも採用されている。
Firefoxなどに提供された拡張機能は使えないが、Mozilla用のプラグインは利用できる。マクロ機能を備えているため独自の拡張を施すことは可能。また、以前のバージョンでは国際化に問題があったが、現状では解決されている。

## 機能
IEコンポーネントブラウザのように標準機能で操作性の向上を目指した設計となっており、JavaScriptやFlashの有効/無効やユーザーエージェントなどをメニュー項目から簡単に変更することが出来る。この他セッション保存やMIMEタイプの切り替えなど、Firefoxと同等の機能が提供されている。
K-Meleonは多くの機能が独自に開発されており、FirefoxやMozillaの機能を流用した部分が少なく、Firefoxの拡張機能は利用できない。しかし、拡張性の高いインターフェースを採用しており、すべてのメニューとツールバーボタンは設定ファイルの編集を行えばカスタマイズ可能である。また、独自のプラグイン（kプラグインと呼ばれる）やブラウザのテーマが提供されており、外観や機能を容易に拡張することが出来る。

## リリース
- K-Meleon 76.5.2 （2024年4月6日）- Goanna engine 3.6.0 のコードをベースに作成[9]。
- K-Melepn 75.1 （2015年9月19日）- Gecko engine 31.8 のコードをベースに作成。
- K-Melepn 75 （2015年6月23日）- Gecko engine 31 のコードをベースに作成。
- K-Melepn 74 （2014年9月27日）- Gecko engine 24.7 のコードをベースに作成。
- K-Meleon 1.5.4 （2010年3月5日）- Gecko engine 1.8.1.25 のコードをベースに作成。
- K-Meleon 1.5.3 （2009年5月8日）- Gecko engine 1.8.1.21 のコードをベースに作成。
- K-Meleon 1.5.2 （2008年12月25日）- Gecko engine 1.8.1.19 のコードをベースに作成。
- K-Meleon 1.5.1 （2008年10月16日）- Gecko engine 1.8.1.17 のコードをベースに作成。
- K-Meleon 1.5 （2008年8月8日）- Mozilla1.8.1.16 のコードをベースに作成。
- K-Meleon 1.1.6（2008年7月31日）
- K-Meleon 1.1 （2007年5月22日）- Mozilla 1.8.14 のコードをベースに作成。
- K-Meleon 1.02 （2006年9月22日）- Mozilla 1.8.0.7 のコードをベースに作成。
- K-Meleon 1.01 （2006年8月14日）- Mozilla 1.8.0.6 のコードをベースに作成。
- K-Meleon 1.0 （2006年8月1日）- Mozilla 1.8.0.5 のコードをベースに作成。
- K-Meleon 0.9.13（2006年4月25日）- Mozilla 1.7.13 のコードをベースに作成。
- K-Meleon 0.9.12（2006年1月10日）- Mozilla 1.7.12 のコードをベースに作成。
- K-Meleon 0.9 （2005年1月18日）- Mozilla 1.7.5 のコードをベースに作成。
- K-Meleon 0.8.2 （2003年12月23日）- Mozilla 1.5 のコードをベースに作成。
- K-Meleon 0.8.1 （2003年12月13日）- Mozilla 1.5 のコードをベースに作成。
- K-Meleon 0.8 （2003年11月10日）- Mozilla 1.5 のコードをベースに作成。
- K-Meleon 0.7 （2002年10月31日）- Mozilla 1.2Beta のコードをベースに作成。